# 磷酸铵
磷酸銨是一种无机化合物，化学式为(NH4)3PO4。它还存在两种酸式盐——磷酸氢二铵和磷酸二氢铵。
由於磷酸銨同時提供磷及氮，因此三種磷酸銨皆被用作肥料。
使用消防飛機撲滅森林火災時，所撒出的粉紅色粉末的主成份是磷酸銨，磷酸銨本身是无色或白色晶体，但為辨識是否已噴灑過，會加入氧化鐵等染劑

## 化学性质
和其它铵盐一样，磷酸铵的热稳定性较差，受热可以分解。